# Centro de Pesquisa Langley
O Centro de Pesquisa Langley (LaRC) é o mais antigo centro de pesquisa de campo da NASA, localizado em Hampton, Virginia, Estados Unidos. Ele é vizinho direto da cidade de Poquoson, Virginia e a Base Conjunta Langley–Eustis. O foco primário do LaRC é pesquisa aeronáutica, embora o Módulo Lunar Apollo tenha feito testes de voo nesse centro, e um grande número de missões espaciais críticas foram projetadas e planejadas lá.
Estabelecido em 1917 pela NACA, a construção sofreu atrasos devido aos esforços relativos à Primeira Guerra Mundial. Em Abril de 1920, o presidente Woodrow Wilson concordou com a sugestão do pessoal da NACA e batizou o centro de Laboratório Aeronáutico Memorial de Langley em homenagem ao Dr. Samuel P. Langley, o terceiro secretário da Instituto Smithsoniano, e o Centro foi dedicado oficialmente a ele em 11 de Julho de 1920. Passando a ser o único centro de pesquisas aeronáuticas da NACA até a década de 40 quando outros centros foram criados.
Atualmente o Centro dedica dois terços dos seus programas à aeronáutica, e o restante ao espaço. As pesquisas do LaRC usam mais de 40 túneis de vento para melhorar a segurança, performance e eficiência de aviões e espaçonaves. Entre 1958 e 1963, quando a NASA iniciou o Projeto Mercury, o LaRC serviu como o escritório central do Space Task Group, que em 1962-63 foi transferido para o Manned Spacecraft Center(hoje em dia Lyndon B. Johnson Space Center).